# De dea Syria
De dea Syria (in greco antico: Περὶ τῆς Συρίης θεοῦ?) è il titolo latino con cui è solitamente indicata un'opera di età imperiale attribuita a Luciano di Samosata, scrittore siriaco in lingua greca.

## Contenuto
Si tratta di un saggio, suddiviso in sessanta brevi capitoli, in cui l'autore descrive in prima persona il culto della dea Atargatis all'interno del santuario presso la città siriaca di Hierapolis Bambyce (oggi Manbij, Siria).

## Paternità
Lo scritto è stato tramandata all'interno del corpus delle opere di Luciano di Samosata, ma dall'umanesimo in poi i filologi classici iniziarono a metterne in discussione la paternità; in particolare, sorprendeva il contrasto tra l'approccio mostrato nelle opere autentiche di Luciano, costantemente ironico nei confronti della religiosità tradizionale, e la narrazione nel De dea Syria, dal tono ingenuo o comunque non esplicitamente scettico. Altra fonte di dubbio era l'aspetto linguistico, in quanto il trattato è composto nel disusato dialetto ionico, mentre le altre opere lucianee sono nel dialetto attico, divenuto lo standard dell'epoca.
Tuttavia la critica più avanzata ha rigettato queste opposizioni tradizionali, ritenendo possibile la paternità lucianea. Per quanto riguarda l'aspetto linguistico, nell'opera l'autore vorrebbe deliberatamente imitare il dialetto ionico delle Storie di Erodoto, cosa che sarebbe stata del tutto possibile per uno scrittore abile quanto Luciano. Ciò porterebbe a confutare anche la prima argomentazione: qualora l'opera fosse davvero di Luciano, potrebbe trattarsi di una sorta di satira del genere storiografico, il che però non risulta certo perspicuo dal testo. Infine, è anche possibile che lo scritto sia davvero di Luciano e che per una volta egli abbia mantenuto un atteggiamento serio nei confronti della pratica religiosa, per motivi per noi destinati a restare ignoti.

## Ricezione
Dagli inizi del XX secolo in poi il testo è stato generalmente oggetto di interesse soprattutto come fonte storica da parte di archeologi e studiosi delle religioni del Vicino Oriente antico: edizioni del testo che denotano questo approccio sono quella di Strong e Garstang (1913) e la più recente di Lightfoot (2003).